# 南京钢铁集团
南京钢铁集团有限公司，簡稱南钢集团，是一間中國國有投資控股公司。公司前身是南京钢铁廠，但自從南京钢铁股份成立以來，南钢集团已減持钢铁業務，轉型為綜合企業。

## 歷史
南钢集团的前身是南京钢铁廠，是被稱為「十八小」的中國十八个小型钢铁厂之一，始建於大跃进的1958年。又從1969年開始擴建。
1993年，南京钢铁廠與香港博騰國際投資貿易成立中外合資企業「南京金腾钢铁有限公司」 ，引入意大利電爐製鋼技術。
1996年，钢铁廠改制為國有獨資控股有限公司，並於1999年成立南京钢铁股份，將部分钢铁業務分柝上市。2000年，南钢集团又收購了淮钢集团，但於2005年轉回淮安市人民政府持有。2001年，作為債轉股的一部分，南京钢铁集团又成立「南京钢铁有限公司」，注入集團的原料厂、球团厂、中型厂、薄板厂、小型厂等生产厂，以及宝兴公司、南京金腾钢铁、冶山矿业公司、金桥钢管公司等子公司的资产作为股本。而四大國有不良資產管理公司：中国华融资产管理公司、中国信达资产管理公司、中国长城资产管理公司以其各自对南钢集团的债权亦转为對「南京钢铁有限公司」的股本。成立後南京钢铁集团擁有「南京钢铁有限公司」58.85% 的股权。 
2002年，南钢集团在股東層面改革，实行管理团队持股。管理团队的南京钢铁创业投资有限公司佔南钢集团51%股權，南京市国资委，透過南京新工投資集團只持有49%。
2003年，南钢集团再與中國民企復星集團合作，成立南京钢铁联合有限公司（簡稱：南钢联），南钢集团將集团持有的南京钢铁股份、南京钢铁有限公司的股權及其餘非上市鋼鐵業務注入合資公司。 2004至2006年，四大國有不良資產管理公司持有的南京钢铁有限公司股權，亦經南钢集团注入南钢联 。2009年，合資公司的其餘鋼鐵業務被注入另一間孫公司，南京南钢产业发展有限公司（簡稱：南钢发展）；南钢发展亦擁有前述的「南京钢铁有限公司」。2010年，南京钢铁股份以發行新股方式收購南钢发展，完成整體钢铁業務上市。2009年，南钢集团與復星集團又成立另一法人南京南钢钢铁联合有限公司（簡稱：南京钢联），作為南京钢铁联合有限公司的直接母公司及南京钢铁股份的間接母公司。南京钢联並承接本息兌付南钢发展發行的7年期公司債券義務。
但於2017年，作為全國債轉股的一部分，南京钢联，以及中国建设银行又入股孫公司南钢发展。
改制後的南钢集团，又涉及房地產業。2016年，南钢集团經南京市公共資源交易中心，向當代置業出售南钢集团非上市孫公司「南京鑫磊」的全部股權，作價3.4億元人民幣，當代置業並需要清還南京鑫磊6.8億元人民幣的債務；而南京鑫磊的主要資產為一塊位於南京市鼓樓區熱河南路的地皮。
南钢集团亦透過南钢发展的子公司「南京鋼鐵集團國際貿易有限公司」涉足鐵礦石貿易，後來南钢集团更直接入股生意拍檔，香港上市公司昌興國際，並改為透過另一間南京钢铁股份的孫公司「香港金騰國際有限公司」進行鐵礦石貿易 。

## 股權投資
- 南京南钢钢铁联合有限公司（40%）
  - 南京钢铁股份
- 昌興國際 （11.57%）[30]

## 争议
2006年，南京钢铁联合有限公司被揭发環境保護不達標。
2013年，南京钢铁联合有限公司的投资总监刘新被南京市纪委「两规」措施审查。2014年，刘新被判「有期徒刑10年，追缴全部犯罪所得，并处没收财产30万元」。

## 連結
- 南京钢铁集团（页面存档备份，存于）
- 南京鋼鐵聯合有限公司（页面存档备份，存于）